# Stauwehr Beihingen
Das Stauwehr Beihingen beim gleichnamigen Ortsteil von Freiberg am Neckar staut den Mittleren Neckar und leitet Wasser in den Neckarkanal Pleidelsheim.
Das Wehr wurde von 1912 bis 1914 errichtet und am 9. Februar 1915 feierlich eingeweiht. Elektrisch angetriebene Windwerke wurden schon 1915 zum Öffnen und Schließen der Wehrverschlüsse genutzt. Die Getriebe und Antriebe sind nach wie vor original erhalten, nur die Hubketten wurden in den 1990er Jahren erneuert.
Das Kanaleinlaufbauwerk wurde ursprünglich im rechten Winkel zur Wehrachse in Beihingen errichtet. Vor seinen Schützen wurde ein Rechen zum Schutz vor Treibgut und Eisschollen installiert.
Die Anlage diente ursprünglich nur zum Zweck der Stromgewinnung, das zugehörige Wasserkraftwerk Pleidelsheim befindet sich fünf Kilometer weiter am Ende des Kanales. Dieser wurde mit dem Bau der Pleidelsheimer Schleuse in den 1950er Jahren für große Frachtschiffe passierbar. Dafür wurde das Einlaufwehr in Beihingen durch ein Hochwassersperrtor ersetzt.

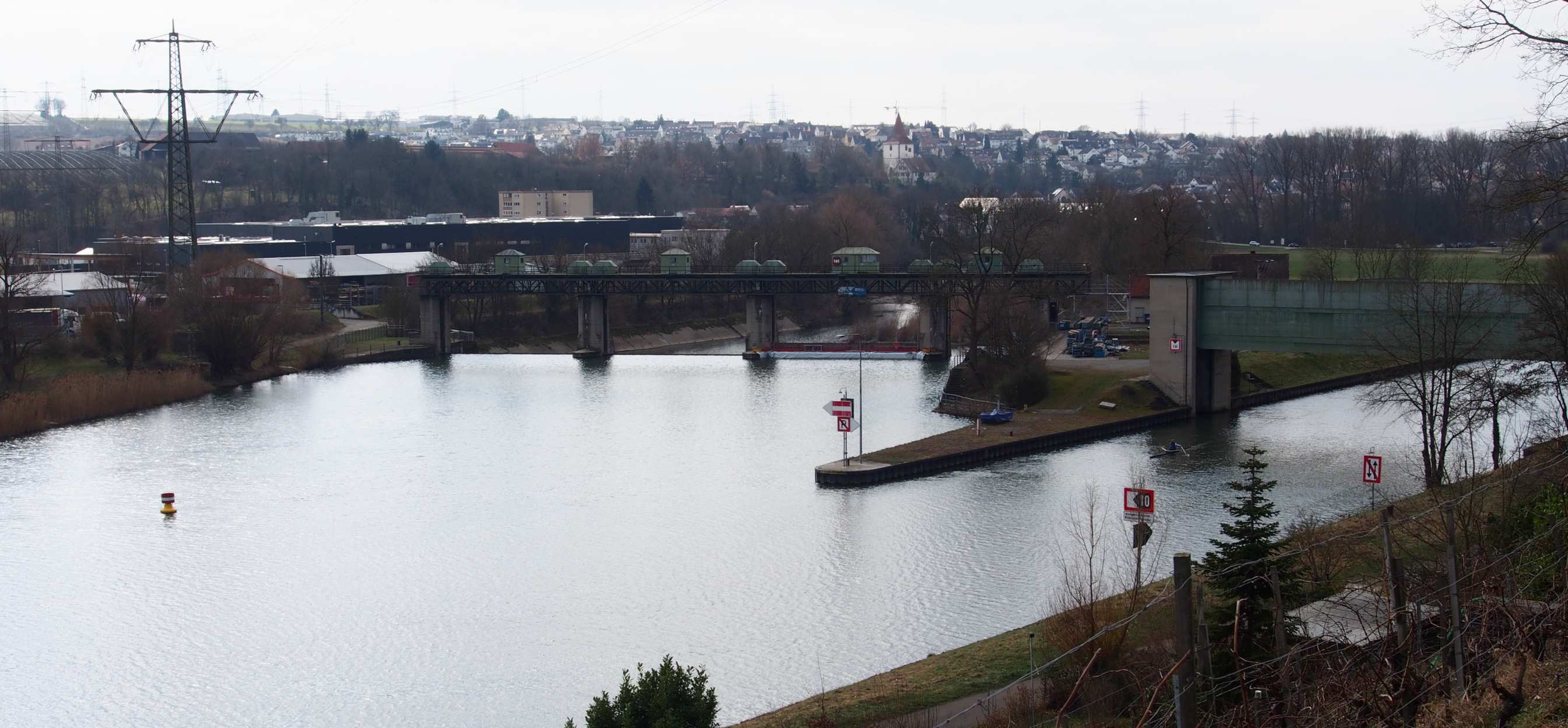
Wehr und Kanal, Bergseite
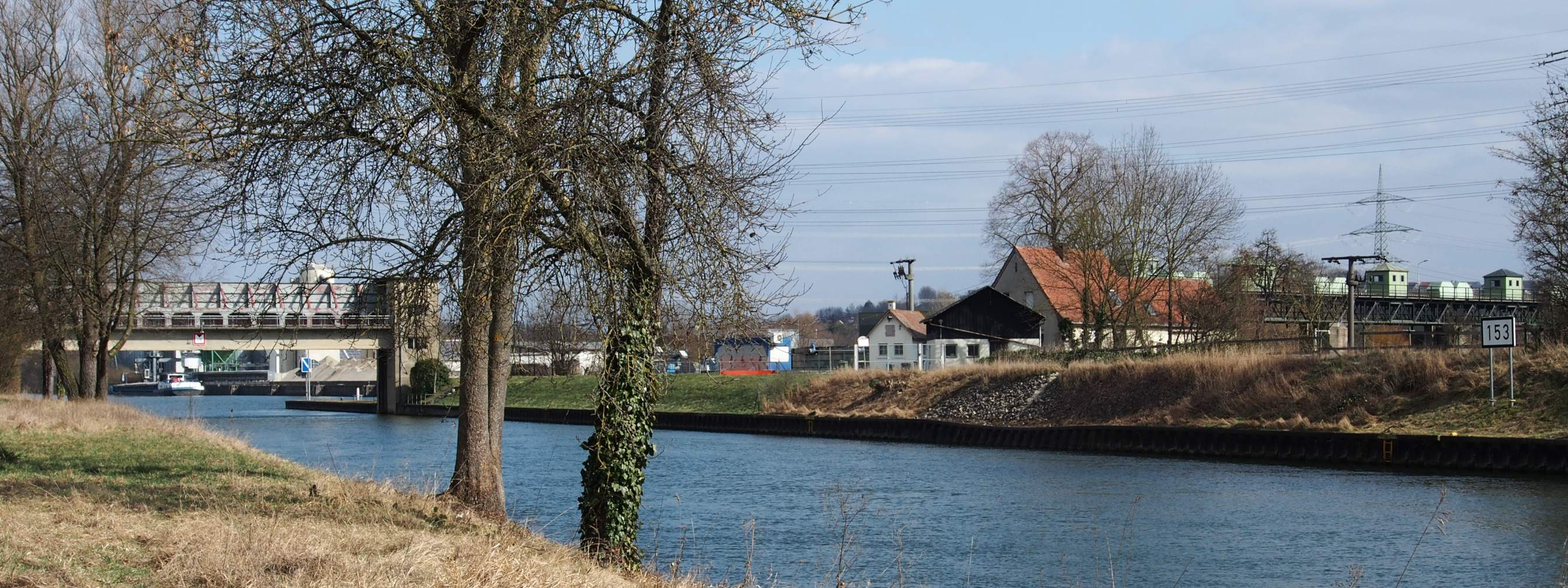
Kanal, Sperrtor Talseite, Wehrmeistergehöft, Wehraufbauten

Das Wehr ist das älteste am heute schiffbaren Teil des Neckars. Ein Neubau stromauf mit Fertigstellung 2028 ist vorgesehen.